# Alometría

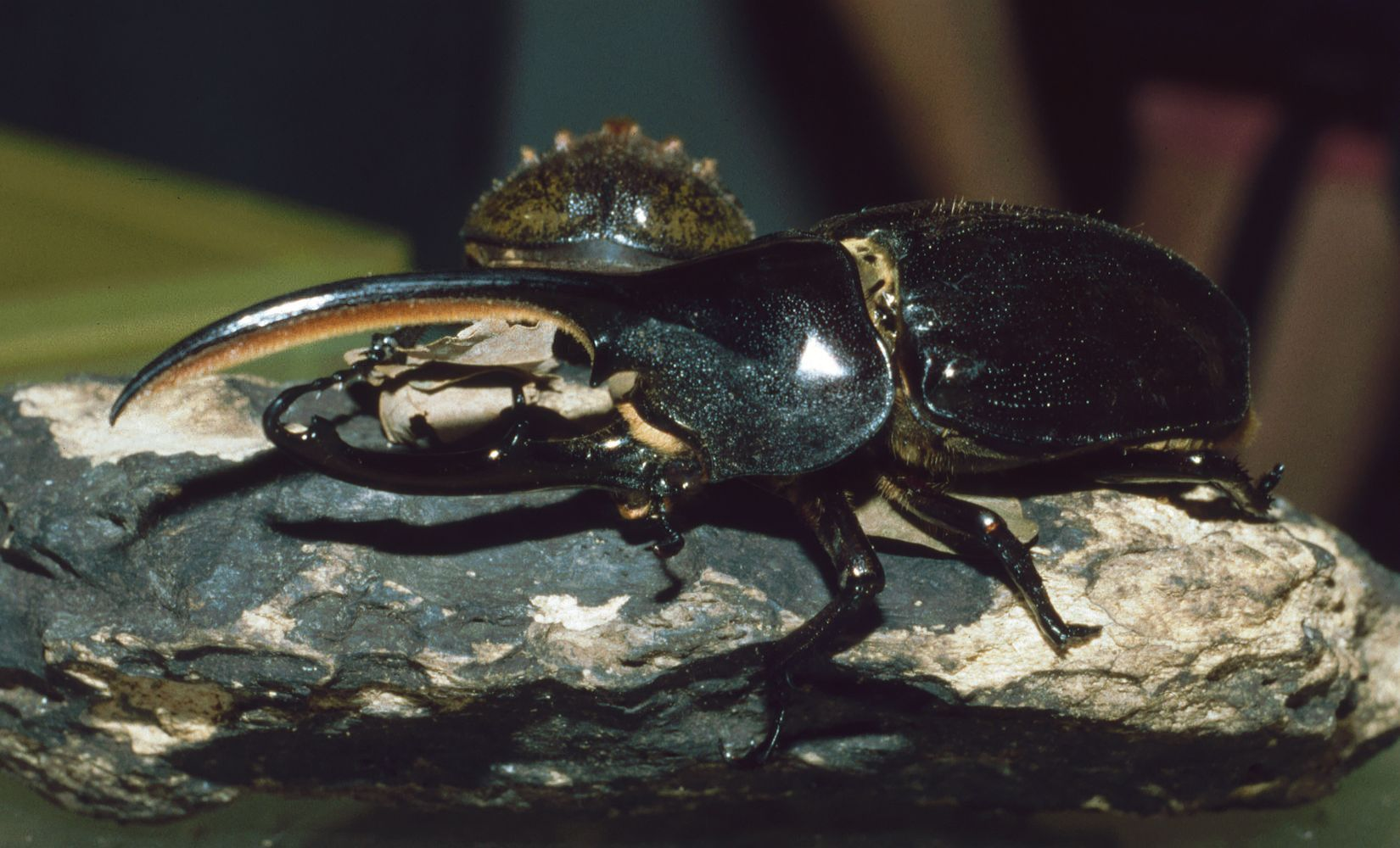
El escarabajo hércules es un ejemplo de alometría: el aumento del tamaño total del cuerpo está relacionado con el tamaño exagerado de los apéndices.

En biología la alometría se refiere a los cambios de dimensión relativa de las partes corporales correlacionados con los cambios en el tamaño total. El término alometría fue acuñado por Julian Huxley y Georges Mikataudze en 1933.
Más específicamente durante el desarrollo de un organismo, la alometría en el crecimiento, se refiere al crecimiento diferencial de diferentes partes del cuerpo. Un ejemplo de lo anterior es el desarrollo humano, en el que se da un crecimiento alométrico ya que los brazos y piernas crecen a una tasa más alta que la nariz y el aparato reproductor masculino , por lo que las proporciones de un niño son muy diferentes a las de un adulto. Si un adulto tuviese las proporciones de un niño, lo veríamos notóriamente deforme. Otro ejemplo de esto es el cangrejo violinista (Uca pugnax), en el cual se da un dimorfismo sexual gracias a la alometría. Lo que ocurre es que en los machos jóvenes, inicialmente, las dos pinzas son de igual tamaño, siendo cada una de ellas aproximadamente el 8% del peso corporal del crustáceo. A lo largo de su crecimiento, una de las pinzas empieza a crecer más rápidamente que la otra debido a un crecimiento alométrico, y esta tenaza termina constituyendo aproximadamente el 38% del peso corporal del organismo, lo que se calcula significa que la masa de la tenaza más grande aumenta seis veces más rápido que la masa del resto del cuerpo. 

## Conceptos de alometría
Stephen Jay Gould (1966) distingue cuatro conceptos de alometría: el ontogenético, el filogenético, el intraespecífico y el interespecífico. 
1. La alometría ontogenética se refiere al crecimiento relativo en los individuos;
2. La alometría filogenética se refiere a las tasas de crecimiento diferencial en los linajes;
3. La alometría intraespecífica se refiere a los individuos adultos de una especie o una población local;
4. La alometría interespecífica se refiere al mismo fenómeno entre especies relacionadas.

Las relaciones alométricas son de la forma:
{\displaystyle Y=a\cdot x^{b}\longmapsto \log(Y)=\log(a)+b\cdot \log(x)}
Si "b" (exponente alométrico) es 1 cuando se relacionan longitudes con longitudes, o superficies con superficies, o bien volúmenes (masas) con volúmenes (masas), los cuerpos poseen similitud geométrica (o se dice que los cuerpos son isométricos).
Pero si relacionamos longitudes con volúmenes esperamos un exponente alométrico de 1/3, y si relacionamos una superficie con un volumen esperamos uno de 2/3.
Cualquier exponente mayor al esperado según la isometría, se considera alometría positiva, es decir, hay un crecimiento desproporcionadamente alto de la variable. Mientras que si el exponente alométrico es menor al esperado, decimos que hay una alometría negativa, es decir, hay un crecimiento desproporcionadamente bajo de la variable. En el caso de las alometrías, uno observa un cambio de forma, cosa que no sucede en los cuerpos isométricos.

## Modularidad
Como se mencionó, la alometría puede producir cambios en el desarrollo de ciertos organismos. Lo anterior se da gracias a la existencia de módulos tanto en embriones como en organismos adultos. Los módulos son unidades fundamentales de los cuales se puede construir una unidad más grande y con esas nuevas unidades construir un sistema, y así sucesivamente. Es decir que la interacción entre los módulos y su diferenciación posterior, es lo que le permite a un organismo desarrollarse. Por otro lado, la modularidad permite a la alometría producir cambios en un módulo, sin afectar el desarrollo o funcionalidad de los demás. En desarrollo, los módulos incluyen: campos morfogénicos, vías de transducción de señales, linajes celulares, discos imaginales, los rudimentos de los órganos de los vertebrados, los parasegmentos de los insectos e incluso las regiones que forman los potenciadores de los genes. La modularidad permite alterar el desarrollo de tres maneras: divergencia y duplicación, co-opción, y disociación. La alometría hace parte de esta última. 

## Disociación y evolución
Los cambios en los módulos pueden ser espaciales o temporales (heterocronía, otra forma de disociación). La existencia de módulos tanto en los embriones, como en organismos adultos, ha permitido que puedan suceder cambios alométricos en el crecimiento durante el desarrollo, generándose así novedades evolutivas. Por medio de un crecimiento diferencial, se pueden generar variantes de planes corporales dentro de un mismo filo. 
Un ejemplo de lo anterior, es el desarrollo de las ballenas. Las ballenas jóvenes tiene el cráneo muy similar al de otros mamíferos, con el módulo de la nariz hacía el frente. Sin embargo, durante su desarrollo, los módulos del premaxilar y maxilar crecen enormemente, lo que provoca un desplazamiento de la nariz hacia arriba del cráneo (ver Desarrollo de cráneo en ballenas). Esto es lo que termina formando el agujero de soplido, el cual es una adaptación de las ballenas que le permite respirar al estar paralela a la superficie. 
Por cambios alométricos también se puede generar novedades evolutivas a partir de la acumulación de cambios pequeños en los módulos, los cuales en cierto punto cruzan un umbral y producen algo nuevo. 

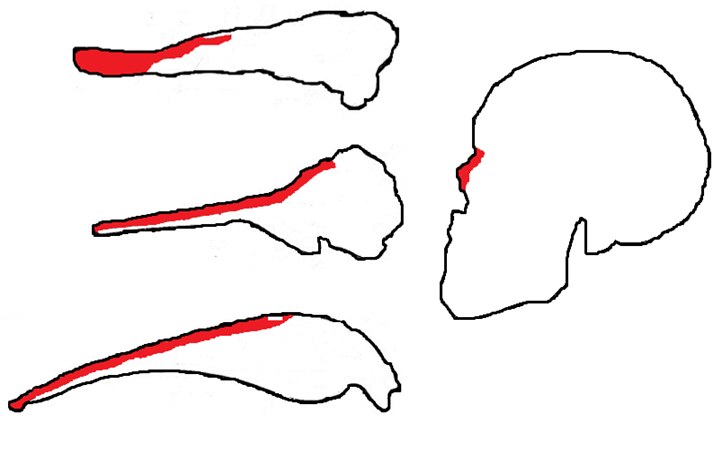
A la izquierda se observa el desarrollo del cráneo de una ballena moderna (de arriba hacia abajo), en el cual el premaxilar y el maxilar crecen enormemente y desplazan la nariz (Rojo) hacia arriba. A la derecha un cráneo humano completamente desarrollado con la nariz hacia al frente.

## Alometría en plantas
Las plantas en general, tienen la capacidad de crecer indeterminadamente y de reemplazar estructuras vegetativas dañadas por estructuras nuevas. Para las plantas multicelulares o Metafitas, cambios en la forma, tamaño y estructura son comunes durante el desarrollo y le permiten al organismo crecer indeterminadamente mediante la adición de nuevos órganos y tejidos periódicamente. Debido a lo anterior, la modularidad es muy importante para la construcción de las plantas, ya que cada módulo experimenta crecimientos anatómicos y morfológicos alométricos, hasta alcanzar su etapa madura y funcional. Esto confiere muchas ventajas a estos organismos, ya que estos dependen en gran medida de factores extrínsecos, es decir factores provenientes del ambiente en el que habitan. Por lo que la capacidad de modificar el crecimiento de sus módulos de acuerdo a las condiciones presentes, puede modificar la función de un módulo u órgano completo, y adaptarlo a una nueva condición ambiental. Existen varios ejemplos de lo anterior como: diferentes morfologías de hoja para luz y sombra en una misma planta, formación de estructuras reproductivas compuestas y la multipotencialidad de los primordios de una hoja.

## Uso de la alometría para la obtención del cociente de encefalización
Una posible medida de la inteligencia de los animales viene dado por el cociente de encefalización. Para obtener este cociente es necesario primero observar la masa del encéfalo respecto a la masa total del cuerpo. Se nota claramente una relación alométrica en la variación de la masa del encéfalo: Cuanta menor masa tiene un animal, mayor masa relativa tiene su encéfalo.